# Сподњи Долич
Сподњи Долич (словен. Spodnji Dolič) је насељено место у општини Витање, Савињска регија, Словенија.

## Историја
До територијалне реорганизације у Словенији био је у саставу старе општине Словенске Коњице.

## Становништво
У попису становништва из 2011. године, Сподњи Долич је имао 190 становника.
| Број становника према пописима | Број становника према пописима | Број становника према пописима |
| ------------------------------ | ------------------------------ | ------------------------------ |
| 1991                           | 2002                           | 2011                           |
| 215                            | 193                            | 190                            |

Напомена: Године 1999. повећан за део насеља Пака.